# Ernest Brown
Ernest Brown (nacido el 17 de mayo de 1979 en The Bronx, Nueva York) es un exjugador de baloncesto estadounidense que disputó una temporada en la NBA, transcurriendo el resto de su carrera en ligas menores de su país, y en equipos de Asia, América y de Europa. Con 2,13 metros de estatura, jugaba en la posición de pívot.

## Trayectoria deportiva

### Universidad
Jugó una temporada en el Mesa Community College, y otra más en el Indian Hills Community College, promediando entre las dos 17,0 puntos, 10,8 rebotes y 4,6 tapones por partido.

### Profesional
Fue elegido en la quincuagésimo segunda posición del Draft de la NBA de 2000 por Miami Heat, pero fue despedido antes del comienzo de la temporada, jugando en ligas menores y en los Harlem Globetrotters hasta que al año siguiente firmó con los Heat como agente libre. Pero únicamente disputó 3 partidos, en los que promedió 1,0 puntos y 2,0 rebotes.
Al año siguiente fue elegido en la duodécima posición del Draft de la NBA D-League por los Mobile Revelers, con los que disputó la temporada completa, promediando 10,6 puntos, 5,6 rebotes y 1,4 tapones por partido, siendo uno de los artífices en la consecución del campeonato, y siendo además incluido en el segundo mejor quinteto de la liga.
Fichó en 2003 por los San Antonio Spurs, pero finalmente fue descartado antes del comienzo de la temporada, marchándose a jugar a los Liaoning Hunters de la liga china. Regresó a la liga de desarrollo para acabar la temporada con los Fayetteville Patriots, promediando 14,3 puntos y 9,0 rebotes por partido.
Siguió jugando en los Patriots al año siguiente, promediando 14,3 puntos y 7,7 rebotes por partido.
A partir de ese momento, y tras un nuevo intento fallido por regresar a la NBA de la mano de los Boston Celtics, alternó ligas sudamericanas y asiáticas, con breves incursiones en el baloncesto europeo, retirándose en 2011 vistiendo la camiseta del Shanxi Zhongyu chino.

## Estadísticas de su carrera en la NBA

### Temporada regular
| Temporada | Edad | Equipo     | Liga | Pos. | P | TIT | MIN | TC  | TCA | %TC  | 3P  | 3PA | %3P | 2P  | 2PA | %2P  | TL  | TLA | %TL  | R.OF. | R.DEF. | REB | ASIS | ROB | TAP | PER | FP  | PTS |
| 2001-02   | 22   | Miami Heat | NBA  | C    | 3 | 0   | 7.0 | 0.3 | 2.0 | .167 | 0.0 | 0.0 |     | 0.3 | 2.0 | .167 | 0.3 | 1.3 | .250 | 0.3   | 1.7    | 2.0 | 0.0  | 0.0 | 0.3 | 1.0 | 1.3 | 1.0 |
| Total     |      |            | NBA  |      | 3 | 0   | 7.0 | 0.3 | 2.0 | .167 | 0.0 | 0.0 |     | 0.3 | 2.0 | .167 | 0.3 | 1.3 | .250 | 0.3   | 1.7    | 2.0 | 0.0  | 0.0 | 0.3 | 1.0 | 1.3 | 1.0 |